# Terremoto de Quimixtlán de 1920
El terremoto de Quimixtlán, conocido como el Terremoto de Xalapa fue un terremoto que tuvo fecha el 3 de enero de 1920 con epicentro en el municipio de Quimixtlán, Puebla, es el tercer terremoto más mortífero que se haya registrado en México con una magnitud de 6,5, afectando más a Quimixtlán y a la Ciudad de Xalapa y dejando 648 muertos, pero otros datos oficiales, incluso científicos de la UNAM hablan de más de 4.000 muertos.

## Historia
El terremoto ocurrió en México, con epicentro en el municipio de Quimixtlán en el Estado de Puebla, destruyendo casi por completo el municipio, y afectando también la capital de Veracruz, Xalapa, también destruyó algunos poblados de Orizaba, Huatusco, Ixtaczoquitlán y Córdoba, dejando un saldo de 650 muertos, aunque otras fuentes, incluso personas que estudian la sismología han dicho que la cifra de muertos por el sismo sobrepasó los más de 2,000 muertos, siendo el tercer terremoto más mortífero que se haya registrado en México, después del Terremoto de México de 1985  y el Terremoto de Veracruz de 1973.
El sismo provocó daños grandes, decenas de edificios y cientos de viviendas en Quimixtlán y Xalapa, desgajamiento de cerros. El recién llegado Obispo de Veracruz Rafael Guízar y Valencia colaboró con la reconstrucción de las zonas afectadas por el terremoto.
A raíz de eso Quimixtlán se fundó frente al antiguo Quimixtlán ahora llamado Quimixtlán viejo, en el año 2005, en el mandato del presidente municipal Fernando Muñoz Peralta fueron reubicados los últimos habitantes de Quimixtlán viejo en la comunidad de Tiapa, municipio de Quimixtlán.